# Train in Royal Gorge
Pour plus de détails, voir Fiche technique et Distribution.
Train in Royal Gorge est un très court film documentaire américain réalisé par Harry Buckwalter et sorti en 1902.
Produit par la Selig Polyscope Company, le film montre le passage d'un train, à travers les paysages somptueux des montagnes Rocheuses, sur le tronçon entre Pueblo et Leadville de la Royal Gorge Route Railroad (en), une ligne de la Denver and Rio Grande Western Railroad, dans la Royal Gorge, un canyon de la rivière Arkansas situé à l'ouest de Cañon City, dans le comté de Fremont dans l’État du Colorado. Le film illustre parfaitement le mouvement, avec les deux locomotives et les quatorze wagons surgissant après la courbe du pont suspendu Royal Gorge Bridge, et permet de distinguer les passagers et les porteurs en blouse blanche aux fenêtres et sur les plates-formes.

## Fiche technique
- Titre : Train in Royal Gorge
- Réalisation : Harry Buckwalter
- Scénario :
- Photographie :
- Montage :
- Producteur : William Selig
- Société de production : Selig Polyscope Company
- Société de distribution : Selig Polyscope Company
- Pays d'origine :  États-Unis
- Langue : film muet avec les intertitres en anglais
- Format : Noir et blanc — 35 mm — 1,33:1 — Muet
- Genre : Film documentaire
- Durée :
- Date de sortie :
  -  États-Unis : novembre 1902